# Шилово (Кічменгсько-Городецький район)
Ши́лово (рос. Шилово) — присілок у складі Кічменгсько-Городецького району Вологодської області, Росія. Входить до складу Городецького сільського поселення.

## Населення
Населення — 35 осіб (2010; 38 у 2002).
Національний склад (станом на 2002 рік):
- росіяни — 97 %